# Євминська сільська рада
Євми́нська сільська́ ра́да — адміністративно-територіальна одиниця та орган місцевого самоврядування в Козелецькому районі Чернігівської області. Адміністративний центр — село Євминка.

## Загальні відомості
- Населення ради: 956 осіб (станом на 2001 рік)

## Населені пункти
Сільській раді були підпорядковані населені пункти:
- с. Євминка

## Склад ради
Рада складалася з 14 депутатів та голови.
- Голова ради: Шурига Григорій Степанович
- Секретар ради: Ранська Юлія Миколаївна

### Керівний склад попередніх скликань
| Прізвище, ім'я, по батькові | Основні відомості                                                                     | Дата обрання | Дата звільнення |
| --------------------------- | ------------------------------------------------------------------------------------- | ------------ | --------------- |
| Галагін Ярослав Васильович  | Сільський голова, 1948 року народження, безпартійний                                  | 26.03.2006   | 31.10.2010      |
| Шурига Григорій Степанович  | Сільський голова, 1962 року народження, освіта вища, член Української Народної Партії | 31.10.2010   |                 |

Примітка: таблиця складена за даними сайту Верховної Ради України

### Депутати
За результатами місцевих виборів 2010 року депутатами ради стали:

#### За суб'єктами висування
| Суб'єкт висування            | Кількість обраних депутатів | %    |
| ---------------------------- | --------------------------- | ---- |
| Самовисування                | 5                           | 35,7 |
| Партія регіонів              | 4                           | 28,6 |
| Українська Народна Партія    | 4                           | 28,6 |
| Соціалістична партія України | 1                           | 7,1  |

#### За округами
| № округу                     | Прізвище, ім'я, по батькові  | Дата визнання обраним | Освіта           | Партійна приналежність | Відомості про обраного депутата                        |
| ---------------------------- | ---------------------------- | --------------------- | ---------------- | ---------------------- | ------------------------------------------------------ |
| Партія регіонів              |                              |                       |                  |                        |                                                        |
| 1                            | Кукса Олексій Іванович       | 01.11.2010            | середня          | позапартійний          | Євминський сільський виробничий кооператив, тракторист |
| 5                            | Власик Любов Петрівна        | 01.11.2010            | вища             | позапартійна           | Євминська сільська рада, секретар                      |
| 12                           | Челядник Володимир Іванович  | 01.11.2010            | вища             | позапартійний          | Євминська сільська рада, бухгалтер                     |
| 14                           | Бабак Павло Павлович         | 01.11.2010            | вища             | позапартійний          | пенсіонер                                              |
| Соціалістична партія України |                              |                       |                  |                        |                                                        |
| 7                            | Олійник Сергій Григорович    | 01.11.2010            | вища             | позапартійний          | тимчасово не працює                                    |
| Українська Народна Партія    |                              |                       |                  |                        |                                                        |
| 3                            | Несин Микола Володимирович   | 01.11.2010            | середня          | позапартійний          | пенсіонер                                              |
| 4                            | Шеремет Олексій Васильович   | 01.11.2010            | середня          | позапартійний          | тимчасово не працює                                    |
| 6                            | Логвин Віталій Григорович    | 14.11.2010            | середня          | позапартійний          | тимчасово не працює                                    |
| 13                           | Довгаленко Микола Васильович | 01.11.2010            | середня          | позапартійний          | пенсіонер                                              |
| Самовисування                |                              |                       |                  |                        |                                                        |
| 2                            | Суч Сергій Васильович        | 22.12.2013            | незакінчена вища | позапартійний          | ТОВ фірма «Північ», заступник директора                |
| 8                            | Лазарєв Василь Васильович    | 01.11.2010            | вища             | позапартійний          | пенсіонер                                              |
| 9                            | Стрілецький Сергій Федорович | 01.11.2010            | середня          | позапартійний          | Остерлісгосп, лісник                                   |
| 10                           | Гулевець Тетяна Леонідівна   | 01.11.2010            | незакінчена вища | позапартійна           | тимчасово не працює                                    |
| 11                           | Рогоза Юрій Вікторович       | 01.11.2010            | вища             | позапартійний          | підприємство «Остергаз»                                |